# Limite di quantificazione
Il limite di quantificazione o limite di rivelabilità quantitativo, in inglese quantification limit o limit of quantification da cui la sigla LOQ, è il limite di concentrazione fino al quale è possibile ottenere strumentalmente una misura di tipo quantitativo con relativa incertezza (solitamente 5% o 1%).
È più alto del limite di rivelabilità il LOD, il quale indica invece la minima concentrazione alla quale è possibile condurre un'analisi qualitativa volta alla determinazione o meno della presenza di un determinato analita.
Perciò, in una curva di calibrazione, il range di concentrazioni compreso tra LOD e LOQ viene definito come "regione di rivelabilità", dove la misura può soltanto affermare la presenza o meno dell'analita ma senza un valore quantitativo affidabile. Soltanto per concentrazioni di analita sopra il LOQ si entra nel range dinamico lineare, in cui si ha una relazione lineare tra concentrazione di analita e segnale del rivelatore. Quindi il LOQ stabilisce l'inizio della regione di lavoro della curva di calibrazione.
Tipicamente il valore del LOQ viene valutato come 10 volte la deviazione standard della misura effettuata sul bianco, ma esistono altri metodi per valutarlo e quindi quando si riporta un suo valore è necessario specificare con quale metodica lo si è calcolato.